# Dömötör (püspök)
Dömötör (? – 1398 novembere előtt) magyar katolikus főpap.
A Hont-Pázmány nemzetség sarja, aki 1359-től az esztergomi káptalanban kanonoki és főesperesi javadalmakat bírt. 1385-ben csazmai prépost, majd nyitrai püspök. 1387 tavaszán a veszprémi káptalan megválasztotta az egyházmegye püspökévé. VI. Orbán pápa készséggel teljesítette Mária királyné pártfogoltjának megválasztását és Dömötört Nyitráról áthelyezte Veszprémbe. Az egyházmegye kormányzásának negyedik esztendejében – meglepő módon – Maternus erdélyi püspökkel (1395–1399) javadalmat cserélt. Az okokat nem ismerjük, de a cserét a pápa jóváhagyta. Három év után a cserével egyik püspök sem volt elégedett és abban állapodtak meg, hogy mindketten visszatérnek előbbi egyházmegyéjükbe. Zsigmond magyar király és IX. Bonifác pápa ezt elfogadta. Az új áthelyezés 1395 első hónapjában megtörtént. Dömötör még négy esztendeig kormányozta a veszprémi egyházmegyét. Neve utoljára egy 1398. november 26-án kelt királyi oklevélben szerepelt.